# Ludwig Vesper
Karl Christian Ludwig (Louis) Vesper (* 9. Februar 1806 in Korbach; † 6. März 1863 ebenda) war ein deutscher Kaufmann und Politiker.
Vesper war der Sohn des Kaufmanns Johann Henrich Wilhelm Vesper (1769–1830) und dessen Ehefrau Johanna Juliane, geborene Curtze (1774–1829). Er heiratete am 16. November 1831 in Korbach Justine Wilhelmine Hartwig (1808–1887). Vesper war Kaufmann und Silberarbeiter in Korbach.
Von 1860 bis 1863 war er Abgeordneter im Landtag des Fürstentums Waldeck-Pyrmont. Er wurde im Wahlkreis Kreis des Eisenbergs gewählt.